# L'altra metà dell'amore
L'altra metà dell'amore (Lost and Delirious) è un film del 2001 diretto da Léa Pool, liberamente ispirato dal romanzo The Wives of Bath di Susan Swan.

## Trama
La giovanissima Mary Bedford, orfana di madre, viene mandata da suo padre in un collegio femminile, probabilmente su richiesta della nuova moglie, la quale non tollera la presenza della figliastra. Mary fa la conoscenza di Paulie e Tori, sue compagne di stanza e presto scopre la loro relazione omosessuale. Entrambe le compagne condividono l'assenza della figura materna. 
Un giorno, facendo jogging in un bosco, trovano una poiana ferita e così Paulie se ne prenderà cura eleggendola l'essenza più vera del suo spirito libero e ribelle. Una mattina, la sorella minore di Tori irrompe nell'alloggio, sorprendendo le due ragazze abbracciate nude sul letto. Tori è costretta a correre ai ripari e mentire alla sorella, accusando l'altra di averla molestata.
Paulie innamorata e abbandonata, rosa dalla rabbia e dalla gelosia, decide di sfidare in un duello a scherma il ragazzo di Tori ferendolo gravemente alla gamba. Al culmine della disperazione sale sul tetto del collegio e, con la poiana al braccio, recita gli ultimi versi d'amore di Shakespeare, per poi lanciarsi nel vuoto. Docenti e compagne osservano sgomente il volatile, ormai guarito, volare via.

## Produzione
Il film è stato girato a Lennoxville, in Quebec, nel campus della Bishop University, tra il fiume Massawippi e il Bishop's College School.

## Colonna sonora
Le musiche sono state composte da Yves Chamberland.

### Tracce
1. Me'shell Ndegéocello – Beautiful
2. Violent Femmes – Add It Up
3. Ani DiFranco – You Had Time
4. Cowboy Junkies – River Waltz
5. Missa Luba – Sanctus

## Distribuzione
Il film è stato presentato il 21 gennaio 2001 al Sundance Film Festival, ed è uscito nelle sale italiane il 31 maggio 2002. È stato trasmesso per la prima volta su Italia 1 il 15 febbraio 2006.
Negli Stati Uniti il film ha ottenuto il visto di censura R da parte dell'MPAA, per alcune tematiche, seppure giovanili, adatte ad un pubblico maturo e per alcune scene di nudo. In Italia non ha subito alcun tipo di censura, meritando il visto Film per tutti nell'edizione Warner Bros. Nell'edizione home video della Mondo Home Entertainment, la visione è consigliata con presenza di un adulto.